# Chiesa di San Gregorio Magno (Milano)

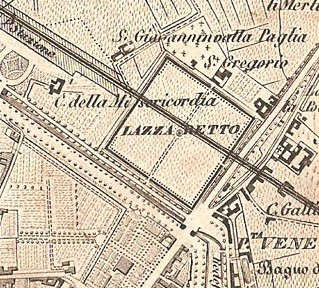
La chiesa di San Gregorio sul retro del Lazzaretto di Milano in una mappa del 1865

La chiesa di San Gregorio Magno è un luogo di culto cattolico della città di Milano, situato all'incrocio tra via San Gregorio e via Ludovico Settala, nel Municipio 3, sede dell'omonima parrocchia del decanato Venezia della zona pastorale I dell'arcidiocesi di Milano.

## Storia
L'attuale edificio sorge all'esterno del perimetro dell'antico Lazzaretto: una chiesa dedicata a San Gregorio Magno era stata ivi costruita nel XIX secolo: questa, in ottemperanza alle disposizioni napoleoniche, era fatta di materiali non duraturi quali stucco e legno e caratterizzata da ampie vetrate; la chiesa serviva il cimitero di San Gregorio, già in precedenza fossa di sepoltura per i morti del Lazzaretto, che si estendeva alla spalle dell'edificio e che fu poi demolito alla fine dell'Ottocento..
Nel 1903 si decise di sostituire la preesistente chiesa con una nuova in muratura e il progetto venne affidato all'architetto Solmi che si avvalse della collaborazione degli architetti De Micheli e Poelli; la costruzione si protrasse per cinque anni, terminando nel 1908.
Nel 1943, come gran parte della città, anche la chiesa di San Gregorio subì gli effetti dei bombardamenti alleati. Il tetto fu distrutto da una bomba incendiaria nell’agosto di quell’anno, ma la struttura portante rimase intatta. La chiesa fu riaperta al culto dopo lo sgombero delle macerie e fu riparata alla fine del conflitto.

## Descrizione

### Esterno

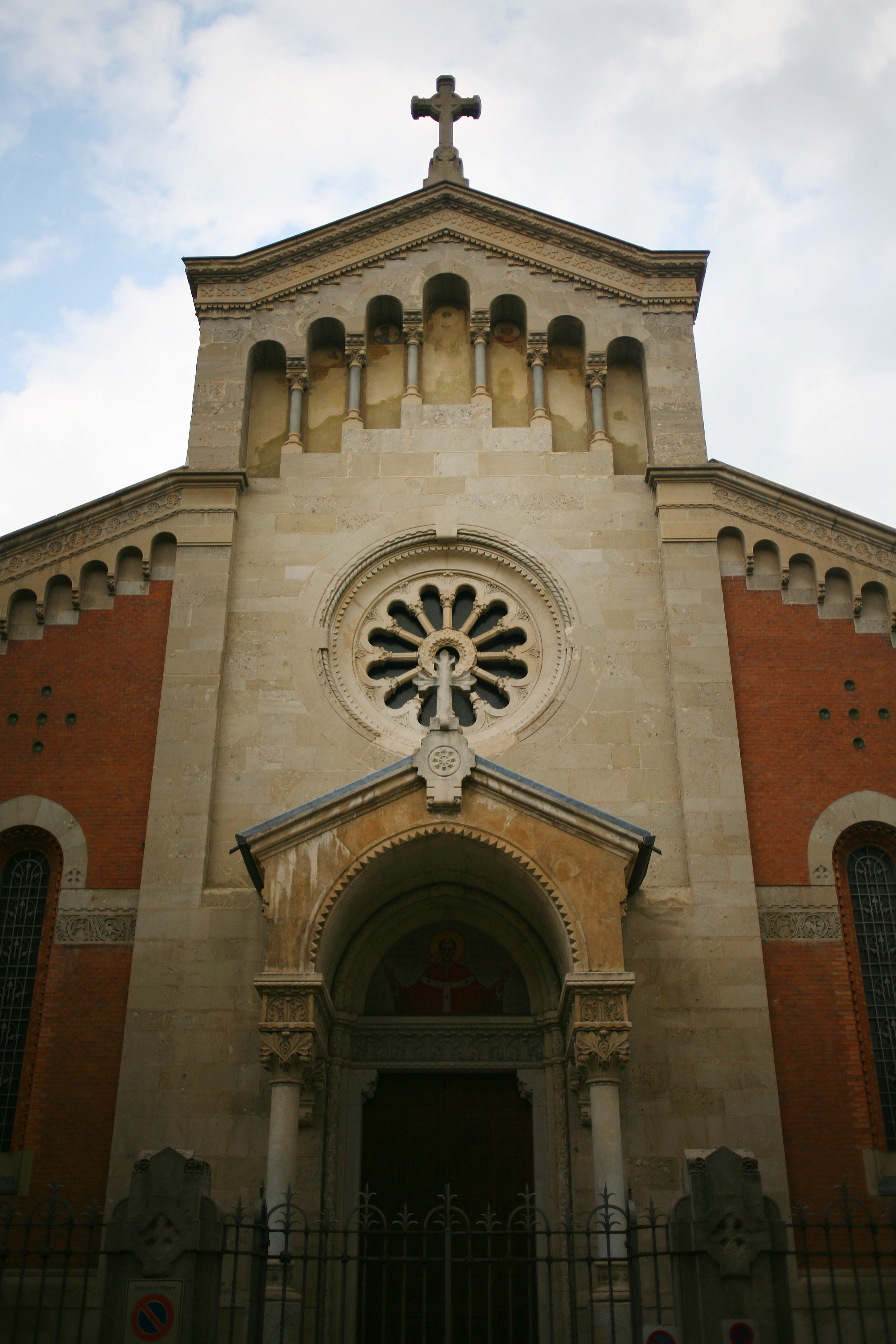
Facciata

La chiesa di San Gregorio Magno è situata all'angolo fra la via omonima e via Ludovico Settala, che corre lungo il suo fianco destro.
L'esterno dell'edificio è in stile neoromanico, con paramento murario in mattoncini rossi ed elementi decorativi in pietra grigia ed elementi decorativi tipici del romanico lombardo. La facciata è a salienti e sporge in avanti rispetto al corpo dell'aula; sulla parte anteriore, essa presenta ai lati due alte monofore a tutto sesto e al centro, al di sotto del rosone circolare, un protiro poggiante su colonnine, sotto il quale si trova il portale maggiore, sormontato da una lunetta a mosaico raffigurante San Gregorio Magno.
Alle spalle della chiesa, in posizione centrale, sorge il campanile a torre, anch'esso caratterizzato da paramento murario bicromo in pietra e cotto. A pianta quadrata, ospita all'interno della cella, che si apre sull'esterno con una monofora su ciascun lato, un concerto di cinque campane in Re♭3, realizzato da Luigi e Giorgio Ottolina di Seregno nel secondo dopoguerra.

### Interno

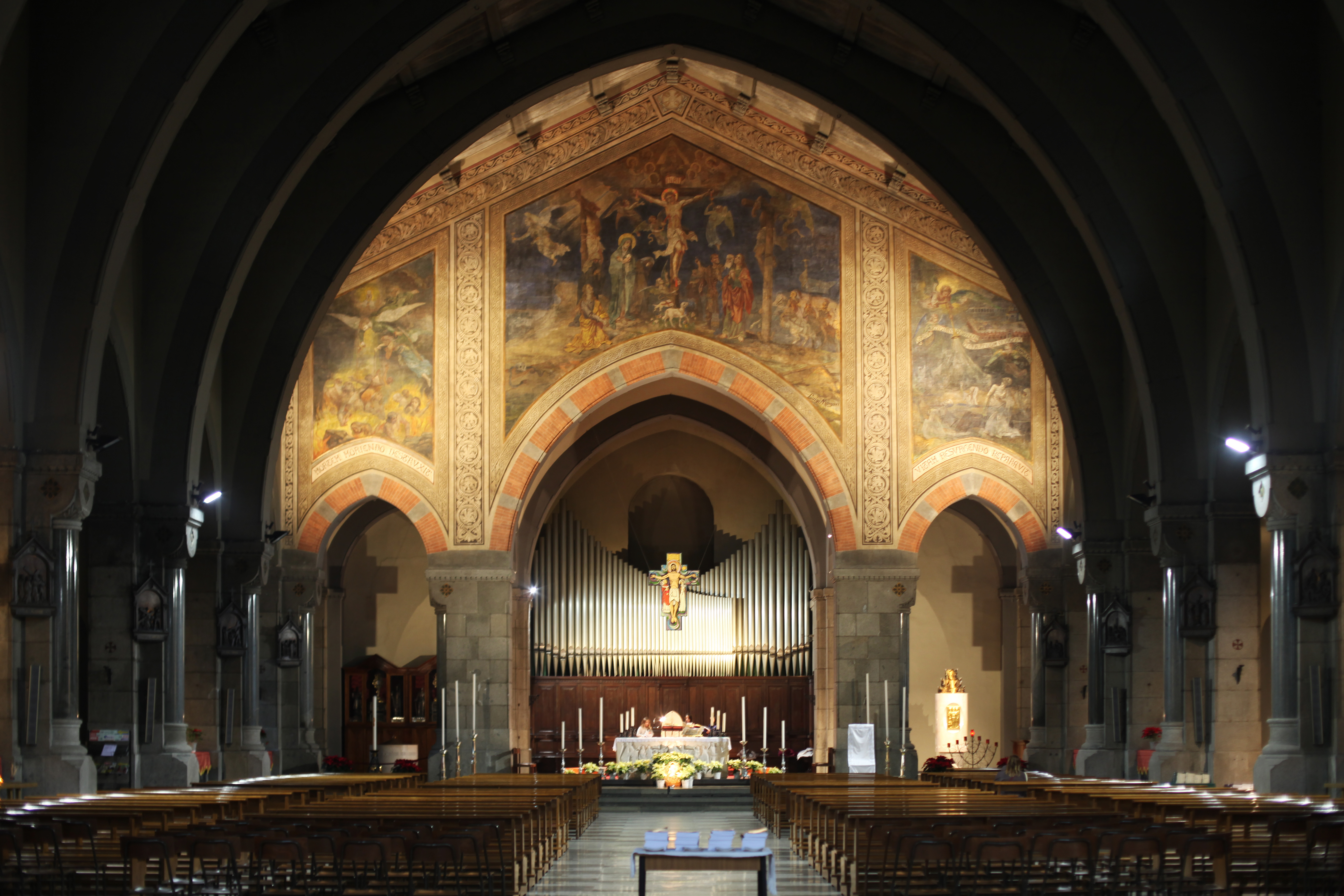
Interno

L'interno della chiesa di San Gregorio Magno è a navata unica senza transetto ed abside poco sporgente, in stile neogotico con elementi liberty.
Lungo le pareti laterali della navata, che è coperta con un soffitto a doppio spiovente sorretto da archi a sesto acuto ed è illuminata da piccoli rosoni circolari, si aprono diverse cappelle, sette per ogni lato. Nella prima cappella di destra, sopra l'altare marmoreo, si trova un Crocifisso ligneo dell'epoca di Carlo Borromeo (XVI secolo); la seconda cappella di destra è dedicata a santa Chiara d'Assisi, raffigurata nella pala d'altare, mentre nella terza vi sono il dipinto con il Sacro Cuore di Gesù e un paliotto con l'Ultima Cena; la quarta cappella di destra è priva di altare e al centro di essa si trova un gruppo scultoreo in marmo raffigurante San Giuseppe e Gesù Fanciullo. Nella prima cappella di sinistra dall'ingresso vi è una statua di San Gregorio Magno orante opera di Achille Alberti; nella seconda, dedicata alla Vergine Addolorata, vi sono le reliquie dei santi martiri Celestino e Innocente; nella terza cappella, sull'altare, vi è una tela raffigurante la Vergine col Bambino tra i santi Ambrogio e Carlo; la quarta, invece, è priva di altare ed ospita una statua della Madonna in trono con Gesù Bambino. Le restanti cappelle di ciascun lato sono adibite ad ingressi laterali (quinte cappelle) e penitenzieria (seste e settime cappelle).

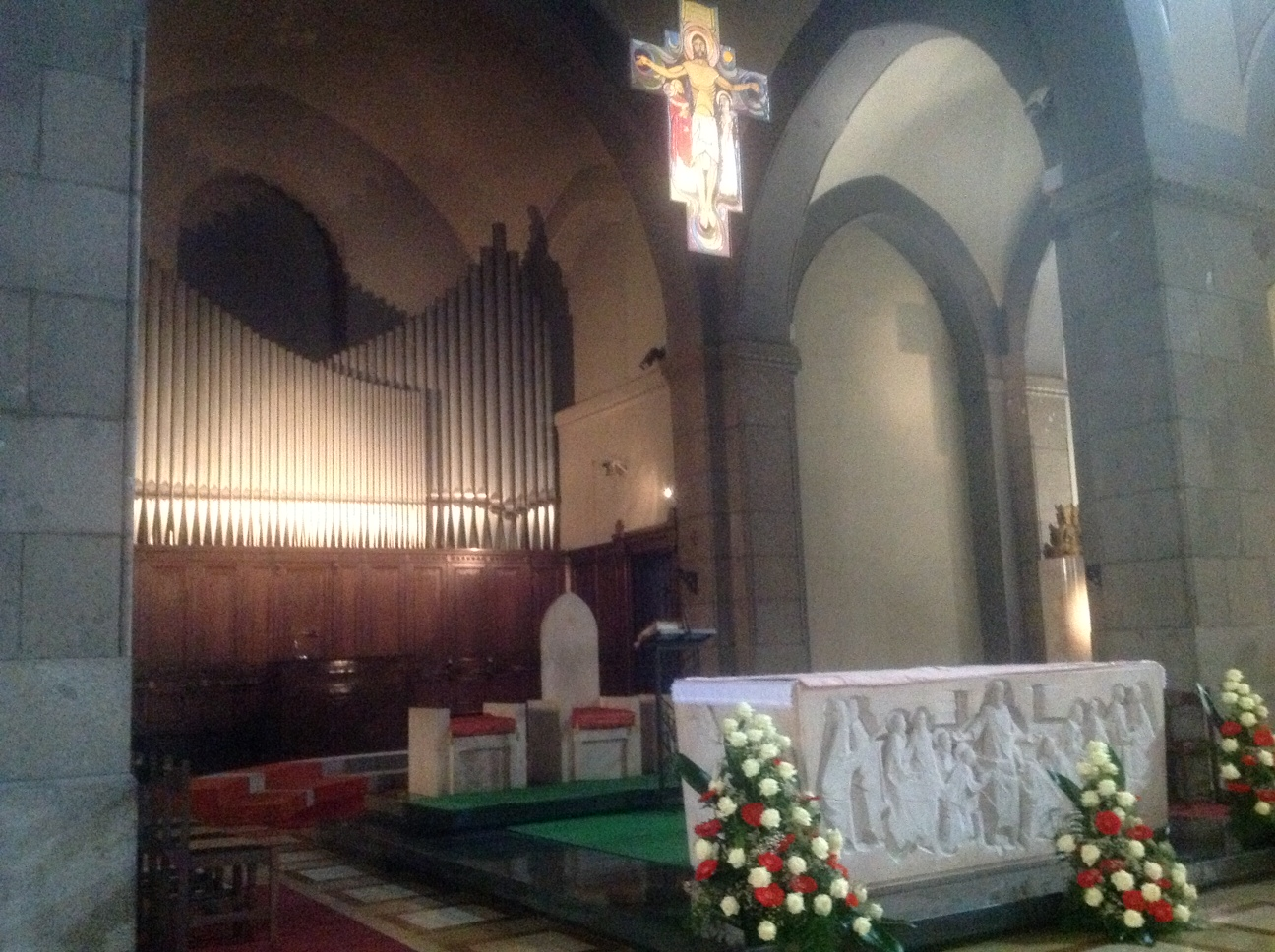
Il presbiterio e l'organo

Nella parete fondale della navata, decorata con un dipinto a tempera di Luigi Morgari raffigurante la Crocifissione (al centro), la Redenzione delle anime purganti (a sinistra) e la Resurrezione dei morti (a destra), si aprono tre archi a sesto acuto: quello centrale, più largo, collega l'aula con l'abside; quest'ultima è a pianta quadrangolare ed è interamente occupata dal presbiterio, rialzato di alcuni gradini rispetto al resto della chiesa, con arredi in marmo bianco; nella cappella alla sua destra vi è il tabernacolo, mentre quella alla sua sinistra è adibita a battistero. Nella sagrestia sono custoditi vari oggetti appartenuti a san Carlo Borromeo.

### Organo a canne
Nell'abside, a ridosso della parete fondale, si trova l'organo a canne della chiesa, costruito dalla ditta Balbiani-Vegezzi Bossi nel 1970.
Lo strumento è a trasmissione elettrica e conta 42 registri; esso è racchiuso interamente all'interno di una cassa con mostra ceciliana composta da canne di principale disposte in due cuspidi laterali convergenti verso il centro. La consolle, indipendente, è anch'essa situata nell'abside e dispone di due tastiere di 61 note ciascuna e pedaliera concavo-radiale di 32 note.